# Línea 35 (EMT Madrid)
La línea 35 de la EMT de Madrid une la Plaza Mayor con Carabanchel Alto.

## Características

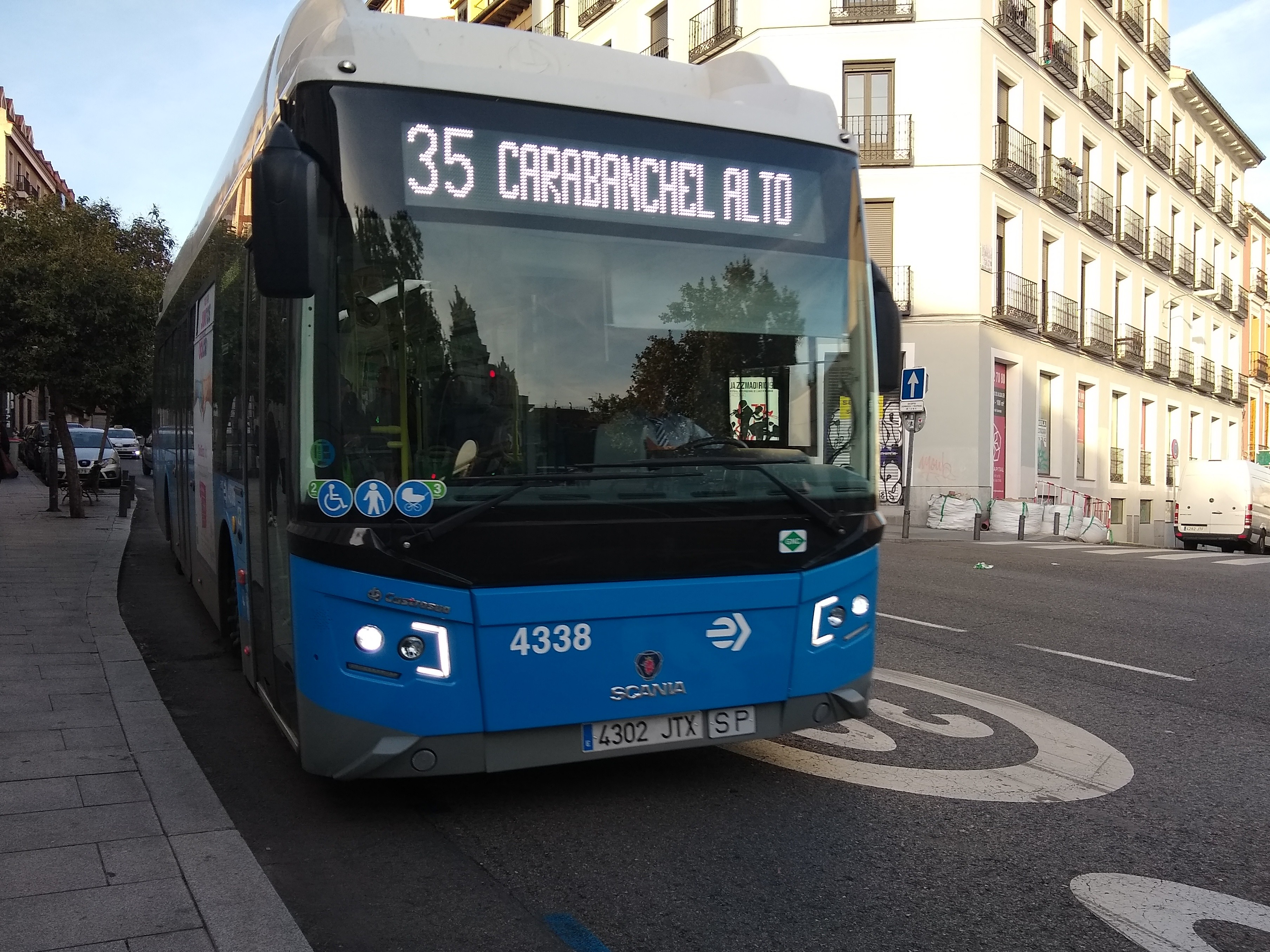
Autobús bajando por la calle Toledo.

La línea conecta el centro de la ciudad con Carabanchel Alto a través de importantes vías del distrito de Carabanchel como la calle General Ricardos, la Avenida de Carabanchel Alto o la Avenida de la Peseta.
En la conexión de Carabanchel Alto con el centro de Madrid, la línea 35 se complementa con otras dos líneas, 47 y 118, que si bien no llegan tan cerca del centro como está la Plaza Mayor, tienen sus cabeceras en las lindes del distrito Centro. Estas dos líneas prestan servicio a los barrios de Abrantes y Puerta Bonita, mientras que la línea 35 atiende el barrio de Vista Alegre. Las tres prestan servicio al barrio de Bellavista (Carabanchel Alto), centrándose las líneas 35 y 47 más en el casco histórico y la 118 en la zona industrial y confluyendo en el PAU las líneas 35 y 118.
Fue creada en 1960, entre Plaza Mayor y Carabanchel Bajo, siendo la primera línea de autobús de la EMT en prestar servicio en el distrito de Carabanchel. Posteriormente fue ampliada en 1966 a Carabanchel Alto. Desde entonces, la cabecera periférica ha ido variando con el crecimiento de este, desde el Camino de las Cruces, junto con la línea 47 hasta el PAU de Carabanchel el 3 de diciembre de 2005 (Avenida de la Peseta con Avenida de Carabanchel Alto) y de nuevo el 10 de diciembre de 2008 por dentro del PAU de Carabanchel hasta alcanzar los nuevos desarrollos del mismo, actualmente se encuentra en la calle del Real, junto al C.C Islazul, al cual le da servicio junto con la línea 118. En todas estas ampliaciones se ha mantenido el mismo nombre de cabecera de línea.

### Frecuencias
| Lunes a viernes laborables |               |
| De 6:00 a 8:00             | 8-14 minutos  |
| De 8:00 a 20:00            | 8-10 minutos  |
| De 20:00 a 23:00           | 8-17 minutos  |
| Sábados laborables         |               |
| De 6:00 a 9:00             | 12-20 minutos |
| De 9:00 a 21:00            | 9-13 minutos  |
| De 21:00 a 23:00           | 11-18 minutos |
| Domingos y festivos        |               |
| De 7:00 a 10:00            | 10-20 minutos |
| De 10:00 a 21:00           | 10-14 minutos |
| De 21:00 a 23:00           | 13-22 minutos |

## Recorrido y paradas

### Sentido Carabanchel Alto
La línea inicia su recorrido en la calle de la Colegiata, cerca de la Plaza Mayor. Nada más empezar, gira a la izquierda por la calle Duque de Rivas, que recorre hasta la intersección con la calle Concepción Jerónima, girando a la izquierda para incorporarse a esta, y al final de la misma de nuevo a la izquierda para incorporarse a la calle de Toledo.
La línea recorre entera la calle de Toledo pasando por la Puerta de Toledo hasta la Glorieta de las Pirámides. En este punto franquea el río Manzanares por un puente paralelo al Puente de Toledo hasta llegar a la Glorieta del Marqués de Vadillo, donde toma la salida de la calle General Ricardos, por la que se adentra en Carabanchel Bajo.
Recorre esta calle hasta la intersección con el Paseo de Marcelino Camacho, por el que se desvía girando a la derecha. Por este paseo llega hasta la Glorieta del Ejército, donde toma la calle Guabairo, la cual recorre entera hasta desembocar en la Avenida de Nuestra Señora de Fátima, que recorre hasta que confluye con la calle Eugenia de Montijo, por la que circula hasta la intersección con la Avenida de Carabanchel Alto, donde se desvía a la izquierda para circular por esta avenida.
Dentro de Carabanchel Alto, la línea circula por las calles Alfredo Aleix, Piqueñas, Jacobeo y Pinar de San José, al final de la cual desemboca en la Avenida de la Peseta, que toma en dirección este.
Al llegar a la intersección de esta avenida con la Vía Lusitana, toma la calle del Real, donde tiene su cabecera en la esquina con la calle Catorce Olivas.
| Código | Parada                                           | Común con                  | Conexiones con Metro y Cercanías | Otros |
| ------ | ------------------------------------------------ | -------------------------- | -------------------------------- | ----- |
| 5454   | PLAZA MAYOR (C/ Colegiata frente al N.º 10)      |                            |                                  |       |
| 545    | La Latina                                        | 17 18 23 002 M3            | La Latina                        |       |
| 547    | Toledo-Humilladero                               | 17 18 23 60 002            |                                  |       |
| 2589   | Toledo-La Paloma                                 | 17 18 23 60 002            | Puerta de Toledo                 |       |
| 594    | Puerta de Toledo                                 | 18 23                      |                                  |       |
| 914    | Toledo-Pasillo Verde                             | 18 23                      |                                  |       |
| 916    | Pirámides                                        | 23                         | Pirámides                        |       |
| 329    | Marqués de Vadillo                               | 34 118 119                 | Marqués de Vadillo               |       |
| 5624   | General Ricardos-Iglesia                         | 34 118 119                 |                                  |       |
| 4239   | General Ricardos-Comandante Fontanes             | 34 118 119                 |                                  |       |
| 5560   | General Ricardos-Camino Viejo de Leganés         | 34 118 119                 |                                  |       |
| 3032   | Urgel                                            | 34 118 119                 | Urgel                            |       |
| 337    | Clarisas                                         | 34 118                     |                                  |       |
| 4078   | Oporto                                           | 34                         | Oporto                           |       |
| 4670   | Puerta Bonita                                    | 34                         |                                  |       |
| 341    | Plaza Vista Alegre                               | 34                         |                                  |       |
| 343    | General Ricardos-Marcelino Camacho               | 34                         |                                  |       |
| 4846   | Marcelino Camacho-Laguna                         |                            |                                  |       |
| 590    | Carabanchel-Hospital Militar                     | 17                         | Carabanchel                      |       |
| 1151   | Guabairo                                         | 17 481 486                 |                                  |       |
| 1152   | Polideportivo La Mina                            | 481 486                    |                                  |       |
| 1154   | Codorniz                                         |                            |                                  |       |
| 1156   | Eugenia de Montijo-Fátima                        | 481 486                    |                                  |       |
| 379    | Plaza del Parterre                               | 47 481 482 486 491 492 493 |                                  |       |
| 377    | Plaza de la Emperatriz                           | 47                         |                                  |       |
| 4019   | Metro Carabanchel Alto                           | 47 481 482 491 492 493     | Carabanchel Alto                 |       |
| 1158   | Avenida Carabanchel Alto-Gómez Arteche           | 47 481 482 491 492 493     |                                  |       |
| 1159   | Alfredo Aleix-Centro Integrado                   | 47                         |                                  |       |
| 1160   | Alfredo Aleix-Gómez Arteche                      | 47                         |                                  |       |
| 1161   | Piqueñas-Jacobo                                  | 47                         |                                  |       |
| 3632   | Jacobeo-Pinar de San José                        |                            |                                  |       |
| 640    | La Peseta-Pinar de San José                      | 155                        |                                  |       |
| 3860   | Metro La Peseta                                  | 155 SE832                  | La Peseta                        |       |
| 562    | Carabanchel Alto                                 | 118 155 E1                 |                                  |       |
| 1169   | La Peseta-Corona                                 | 118 155                    |                                  |       |
| 4090   | La Peseta-Maravedí                               | 118 E1                     |                                  |       |
| 4091   | La Peseta-Via Lusitana                           | 118                        |                                  |       |
| 4093   | Real-Centro Comercial                            |                            |                                  |       |
| 4084   | CARABANCHEL ALTO (C/ Real con C/ Catorce Olivas) | 118                        |                                  |       |

### Sentido Plaza Mayor
La línea inicia su recorrido en la calle del Real esquina Catorce Olivas, inicia su recorrido dirigiéndose hacia el oeste hasta la intersección con la Vía Lusitana. En este punto continúa su recorrido por la Avenida de la Peseta hasta llegar a la intersección con la calle Pinar de San José, donde gira a la derecha y circula por la misma hasta la siguiente intersección, girando a la izquierda por la calle Jacobeo.
Dentro del casco histórico de Carabanchel Alto, circula por las calles Casatejada, Camino de las Cruces, Marianistas y Gómez de Arteche hasta salir a la Avenida de Carabanchel Alto.
A partir de aquí, el recorrido de vuelta es igual al de ida en sentido contrario excepto en los siguientes puntos:
- El paso por la calle Guabairo, a la vuelta lo hace por la Avenida Nuestra Señora de Fátima.
- Al franquear el río Manzanares lo hace por el túnel bajo la M-30 en vez del puente paralelo al Puente de Toledo.
- Al llegar a la cabecera, la línea gira a la derecha desde la calle Toledo a la calle Colegiata directamente.

| Código | Parada                                           | Común con                         | Conexiones con Metro y Cercanías | Otros |
| ------ | ------------------------------------------------ | --------------------------------- | -------------------------------- | ----- |
| 4084   | CARABANCHEL ALTO (C/ Real con C/ Catorce Olivas) | 118                               |                                  |       |
| 4092   | La Peseta-Vía Lusitana                           | 118                               |                                  |       |
| 2964   | La Peseta-Maravedí                               | 118 155 E1                        |                                  |       |
| 2965   | La Peseta-Corona                                 | 118 155                           |                                  |       |
| 649    | La Peseta-Avenida Carabanchel Alto               | 118 155 E1                        |                                  |       |
| 3859   | Metro La Peseta                                  | 155 SE832                         | La Peseta                        |       |
| 687    | La Peseta-Pinar de San José                      | 155                               |                                  |       |
| 3633   | Jacobeo-Pinar de San José                        |                                   |                                  |       |
| 3631   | Casatejada                                       |                                   |                                  |       |
| 1162   | Carabanchel Alto                                 | 47                                |                                  |       |
| 1163   | Marianistas                                      | 47                                |                                  |       |
| 1164   | Gómez Arteche-Alzina                             | 47                                |                                  |       |
| 1165   | Avenida Carabanchel Alto-Gómez Arteche           | 47                                |                                  |       |
| 4020   | Metro Carabanchel Alto                           | 47 481 482 491 492 493            | Carabanchel Alto                 |       |
| 376    | Plaza de la Emperatriz                           | 34 47 139                         |                                  |       |
| 378    | Plaza del Parterre                               | 34 47 139 481 482 486 491 492 493 |                                  |       |
| 1157   | Eugenia de Montijo-Fátima                        | 481 486                           |                                  |       |
| 1155   | Codorniz                                         |                                   |                                  |       |
| 1153   | Polideportivo La Mina                            | 481 486                           |                                  |       |
| 589    | Guabairo                                         | 17 481 486                        |                                  |       |
| 1150   | Marcelino Camacho-Fátima                         |                                   | Carabanchel                      |       |
| 1149   | General Ricardos-Marcelino Camacho               |                                   |                                  |       |
| 342    | Plaza Vista Alegre                               | 34                                |                                  |       |
| 4671   | Puerta Bonita                                    | 34                                |                                  |       |
| 340    | Oporto                                           | 34                                | Oporto                           |       |
| 338    | Clarisas                                         | 34                                |                                  |       |
| 336    | Urgel                                            | 34 119                            | Urgel                            |       |
| 334    | General Ricardos-Camino Viejo Leganés            | 34 118 119                        |                                  |       |
| 5625   | General Ricardos-Comandante Fontanes             | 34 118 119                        |                                  |       |
| 331    | General Ricardos-Iglesia                         | 34 118 119                        |                                  |       |
| 330    | Marqués de Vadillo                               | 34 118 119                        | Marqués de Vadillo               |       |
| 917    | Pirámides                                        | 18 23                             | Pirámides                        |       |
| 4481   | Toledo-Pasillo Verde                             | 18 23                             |                                  |       |
| 915    | Toledo-Santa Casilda                             | 18 23                             |                                  |       |
| 593    | Puerta de Toledo                                 | 17 18 23 41                       |                                  |       |
| 4780   | Toledo-La Paloma                                 | 17 18 23                          | Puerta de Toledo                 |       |
| 548    | Toledo-Humilladero                               | 17 18 23 002                      |                                  |       |
| 546    | La Latina                                        | 17 18 23 002                      | La Latina                        |       |
| 5454   | PLAZA MAYOR (C/ Colegiata frente al N.º 10)      |                                   |                                  |       |